# Oppositio
Die Oppositio (lat. oppositio: Entgegensetzung) ist eine rhetorische Figur.
Der Begriff wird zum einen synonym zu Antithese verwendet, hat aber noch eine andere Bedeutung. So spricht man von Oppositio, wenn in einer Aussage negative und positive Aspekte gekoppelt werden, etwa bei dem Satz Er ist nicht arm, er ist sehr reich.
Die Oppositio ist ein Mittel der Amplificatio. Häufig wird sie in mittelalterlicher Literatur und in der Bibel verwendet.